# Rocca d'Arce
Rocca d'Arce è un comune italiano di 848 abitanti della provincia di Frosinone nel Lazio.

## Geografia fisica

### Clima
Classificazione climatica: zona E, 2107 GR/G

## Storia
Per l'archeologo Italo Biddittu la presenza dell'uomo è testimoniata nella parte alta della montagna dall'Età del rame, mentre un abitato sorse nell'Età del ferro. Il luogo divenne interessante quando i Volsci edificarono intorno alla montagna un muro imponente, ancora oggi in parte visibile.
Per la sua posizione strategica la rocca ebbe una discreta importanza in periodo medievale.
Dopo l'assedio da parte dell'imperatore Enrico VI, fu castellano di Rocca d'Arce tale Diopoldo di Acerra un funzionario dello stesso imperatore che alla fine del XII secolo utilizzò la rocca per alcune operazioni militari di sua iniziativa.

## Società

### Evoluzione demografica
Abitanti censiti

### Religione
La popolazione professa per la maggior parte la religione cattolica nell'ambito della diocesi di Sora-Cassino-Aquino-Pontecorvo

### Tradizioni e folclore
- Festa dell'Emigrante, 17 agosto
- Festa delle Antiche Tradizioni, 25 e 26 agosto
- Festa dei santi pellegrini Rocco e Bernardo, 12 e 13 settembre

## Economia
Di seguito la tabella storica elaborata dall'Istat a tema Unità locali, intesa come numero di imprese attive, ed addetti, intesi come numero di addetti delle imprese locali attive (valori medi annui).
|              | 2015                  |                              |                            |                |                       |                     | 2014                  |                | 2013                  |                |
| ------------ | --------------------- | ---------------------------- | -------------------------- | -------------- | --------------------- | ------------------- | --------------------- | -------------- | --------------------- | -------------- |
|              | Numero imprese attive | % Provinciale Imprese attive | % Regionale Imprese attive | Numero addetti | % Provinciale Addetti | % Regionale Addetti | Numero imprese attive | Numero addetti | Numero imprese attive | Numero addetti |
| Rocca d'Arce | 28                    | 0,08%                        | 0,01%                      | 45             | 0,04%                 | 0,003%              | 27                    | 44             | 23                    | 35             |
| Frosinone    | 33 605                |                              | 7,38%                      | 106 578        |                       | 6,92%               | 34 015                | 107 546        | 35 081                | 111.529        |
| Lazio        | 455 591               |                              |                            | 1 539 359      |                       |                     | 457 686               | 1 510 459      | 464 094               | 1 525 471      |

Nel 2015 le 28 imprese operanti nel territorio comunale, che rappresentavano lo 0,08% del totale provinciale (33 605 imprese attive), hanno occupato 45 addetti, lo 0,04% del dato provinciale; in media, ogni impresa nel 2015 ha occupato un addetto (1,61).

## Amministrazione
Nel 1927, a seguito del riordino delle circoscrizioni provinciali stabilito dal regio decreto n. 1 del 2 gennaio 1927,  Rocca d'Arce passò dalla provincia di Caserta a quella di Frosinone.

### Altre informazioni amministrative
- Fa parte della Comunità montana Valle del Liri.
- Proloco Roccadarce, su prolocoroccadarce.com. URL consultato il 19 giugno 2019 (archiviato dall'url originale il 10 settembre 2016).